# NGC 4195
NGC 4195 (другие обозначения — UGC 7244, MCG 10-18-10, ZWG 292.83, ZWG 293.4, PGC 39082) — спиральная галактика с перемычкой (SBc) в созвездии Большая Медведица.
Этот объект входит в число перечисленных в оригинальной редакции «Нового общего каталога».
Это крупная галактика обращена к Земле плашмя, благодаря этому в ней удобно наблюдать спиральный узор  и получать кривые вращения галактики. В 2015 году данные о галактике использовались для оценки модифицированной теории ньютоновской динамики, и  модель показала хорошее соответствие с наблюдениями.